# Maxomys panglima
Maxomys panglima es una especie de roedor de la familia Muridae.

## Distribución geográfica
Se encuentra solo en Filipinas.